# اسکای لیوینگ لاوز
 اسکای لیوینگیت  (به انگلیسی: Sky Living Loves) یک شبکه تلویزیونی متعلق به گروه اسکای بریتانیا است.
این شبکه در سال ۲۰۱۰ میلادی تأسیس شده‌است و اغلب برنامه‌های مجموعه‌های درام و کمدی و در مورد زندگی انسان‌هاست.